# موتا مونته‌کوروینو

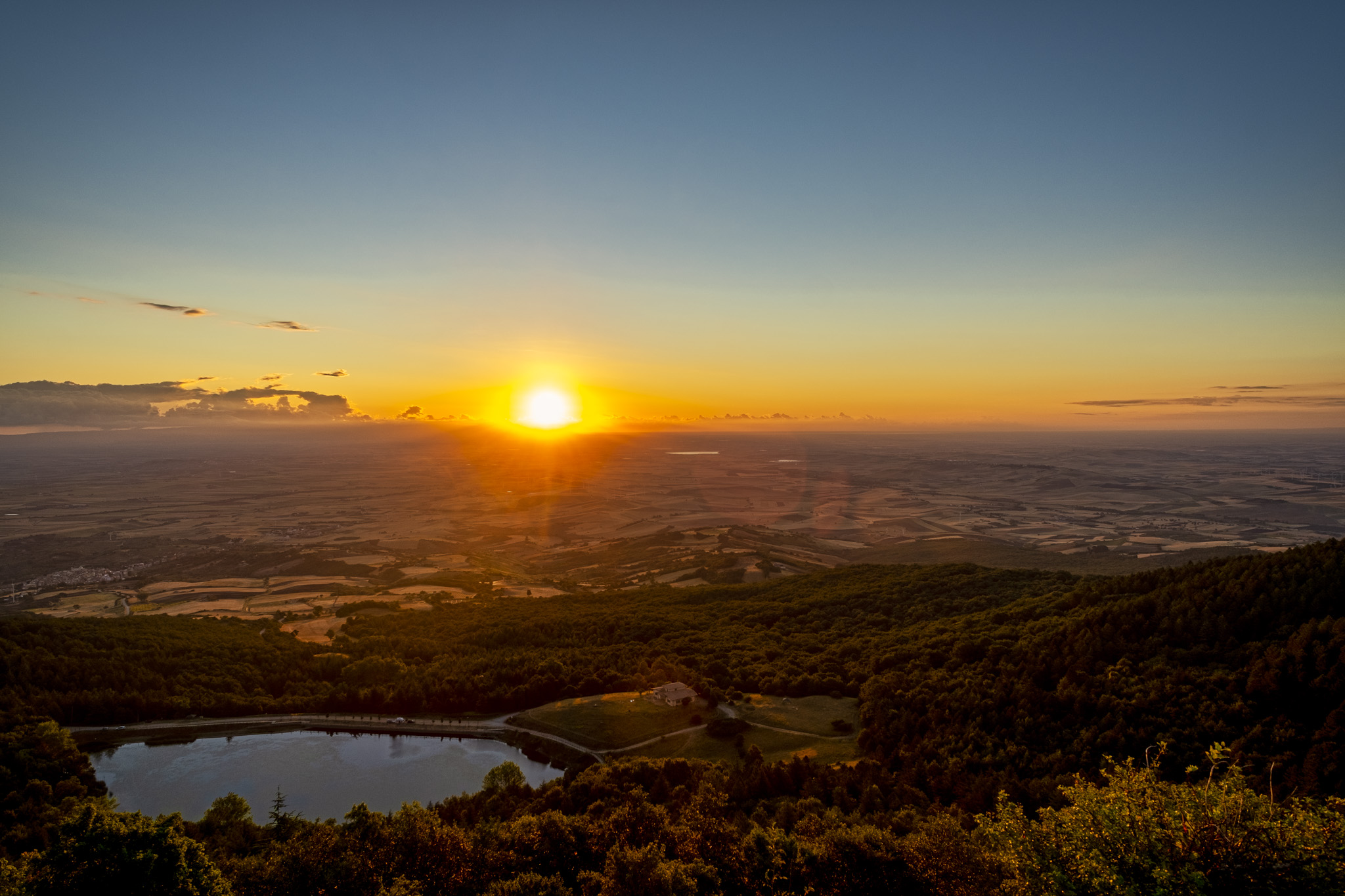
منظره ای از غروب موتا مونته کوروینو

موتا مونته‌کوروینو (به ایتالیایی: Motta Montecorvino) یک کومونه در ایتالیا است که در استان فوجا واقع شده‌است.

## خصوصیات
موتا مونته‌کوروینو ۱۹٫۷۰ کیلومترمربع مساحت و ۹۱۸ نفر جمعیت دارد و ۶۶۲ متر بالاتر از سطح دریا واقع شده‌است.